# Pseudoneureclipsis saccheda
Pseudoneureclipsis saccheda är en nattsländeart som beskrevs av Schmid och Donald G. Denning 1979. Pseudoneureclipsis saccheda ingår i släktet Pseudoneureclipsis och familjen fångstnätnattsländor. Inga underarter finns listade i Catalogue of Life.